# 恰普利內
48°7′42″N 36°14′19″E / 48.12833°N 36.23861°E

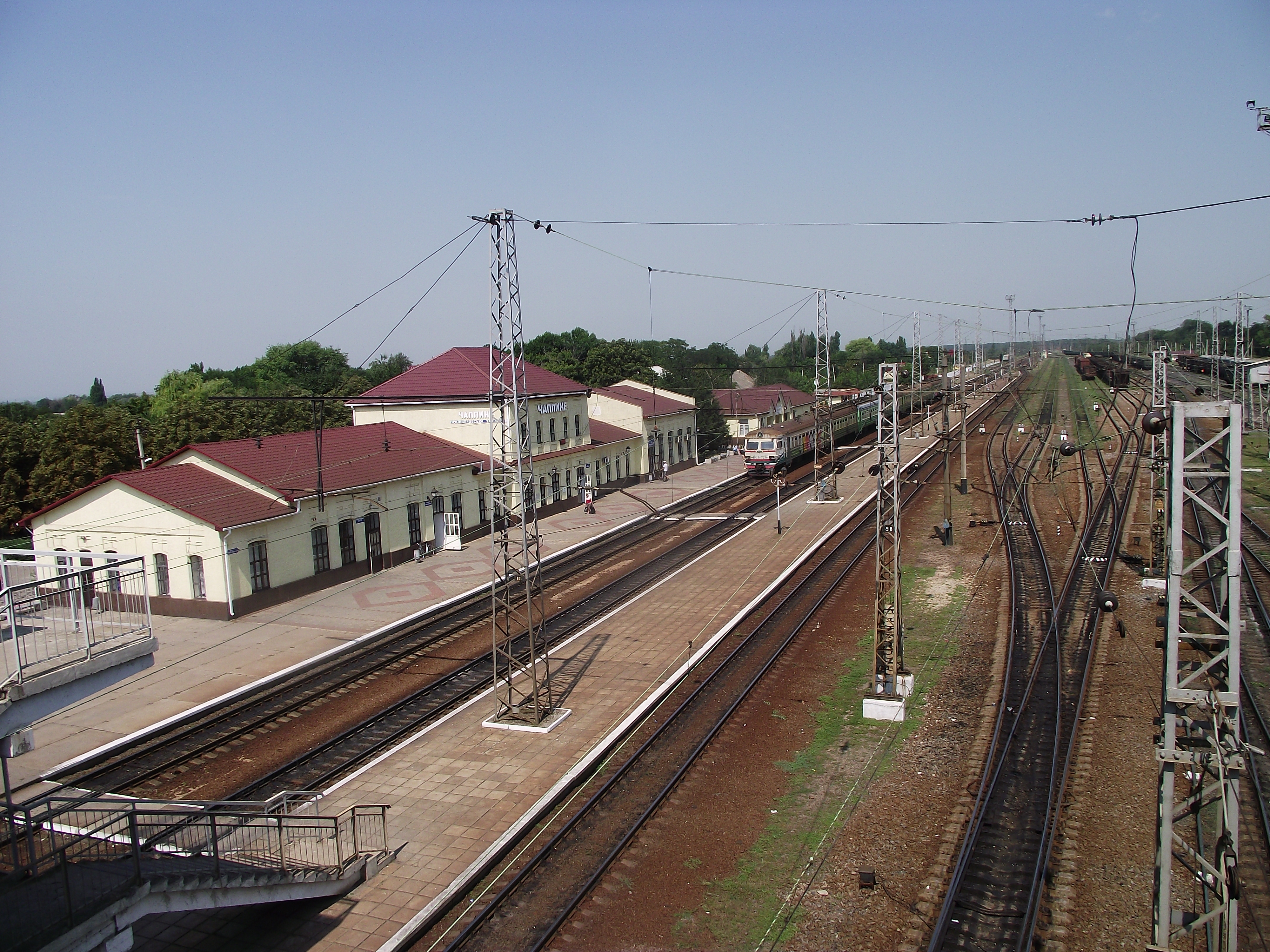
火车站

恰普利內（羅馬化：Chaplyne），又按俄语名译为恰普利诺，是位於烏克蘭東部的市級鎮，由第聶伯羅彼得羅夫斯克州裡錫內利尼科韋區的杜博維基市鎮負責管轄。該鎮面積4.37平方公里，海拔高度170米，2011年人口3,928，人口密度每平方公里899人。

## 備注
1. ↑  俄语：，羅馬化：Chaplino